# Subjekt-Verb-Objekt
In der Sprachtypologie sind SVO-Sprachen (Subjekt-Verb-Objekt) diejenigen Sprachen, in denen Subjekt, Verb und Objekt im Normalfall in dieser Reihenfolge auftreten. Die Bezeichnung bezieht sich auf das Modell eines möglichst einfachen Satzes, der als Prädikat nur ein einzelnes Verb enthält (deswegen wird hier „Verb“ erwähnt und nicht „Prädikat“).
Ein Beispiel einer solchen Sprache ist das Englische. Das Deutsche zählt – auch wenn die Reihenfolge Subjekt-Verb-Objekt in einfachen Sätzen oft anzutreffen ist – nicht zu den SVO-Sprachen. Ein Grund hierfür ist, dass andere Varianten, vor allem Adverbial-V-S-O, ebenso normale („unmarkierte“) Sätze darstellen (in der typologischen Datenbank WALS (World Atlas of Language Structures) wird Deutsch daher als Sprache „ohne feste Grundwortstellung“ geführt; in der Syntaxtheorie wird ansonsten dem Deutschen die Grundwortstellung S-O-V zugeordnet, die aber durch die Verbzweitstellung an der Oberfläche oftmals verdeckt wird).
Eine SVO-Sprache liegt erst vor, wenn Abweichungen vom SVO-Schema ganz fehlen oder als eingeschränkte („markierte“) Fälle zu erweisen sind. Beispielsweise kann in der SVO-Sprache Englisch im Prinzip manchmal das Objekt vor dem Subjekt stehen, dies jedoch nur, falls das Objekt besonders hervorgehoben werden soll:
```
I omitted this part.
 (keine Hervorhebungseffekte)

This part I omitted.
 (
Topikalisierung
 von 
this part
)
```

Sätze in der zweiten Form (O-S-V) sind also im Englischen nicht nur wesentlich seltener als die SVO-Abfolge, sondern vor allem erfüllen sie ihr gegenüber eine besondere Funktion. Daher ist die SVO-Folge diejenige, die für den Wortstellungstyp des Englischen ausschlaggebend ist.
SVO ist einer der zwei häufigsten Wortstellungstypen überhaupt (neben SOV); in der Stichprobe bei WALS zeigen 35 % aller Sprachen diesen Typ in Reinform (weitere 3,6 % schwanken zwischen SVO und einem anderen Typ). SVO-Sprachen sind nach dieser Stichprobe besonders häufig und vorherrschender Typ in Europa, dem südlichen Afrika und Südostasien. In den indigenen Sprachen Süd-,  Mittel- und Nordasiens sowie Nordamerikas ist dieser Typ hingegen ausgesprochen selten.